# قانون گلوگر
قانون گلوگر یا قاعده گلوگر (به انگلیسی: Gloger's rule) یک قانون بوم‌شناختی است که بیان می‌کند که در یک گونه خون‌گرما، شکل‌های رنگدانه‌ای شدیدتر در محیط‌های نمناک‌تر، به عنوان مثال در نزدیکی خط استوا، یافت می‌شود. این نام از جانورشناس کنستانتین ویلهلم لمبرت گلوگر گرفته شد که برای نخستین بار در سال ۱۸۳۳ در بررسی تغییرات آب و هوایی و رنگ پوشش پرهای پرندگان به این پدیده اشاره کرد. سپس اروین اشترسمن یادآور شد که این ایده حتی در گذشته توسط پیتر سیمون پالاس در Zoographia Rosso-Asiatica (1811) بیان شده بود. گلوگر دریافت که پرندگان در زیستگاه‌های نمناک‌تر نسبت به خویشاوندان خود در مناطقی با خشکی بیشتر، تیره‌تر هستند. بیش از ۹۰ درصد از ۵۲ گونه پرنده آمریکای شمالی با این قانون مطابقت دارند.